# Hispasat 84W-1
Hispasat 84W-1 (vormals Hispasat 1C) war ein Fernsehsatellit des spanischen Satellitenbetreibers Hispasat. Das Programmangebot richtete sich vor allem an Bewohner der Iberischen Halbinsel.
Der Satellit wurde am 3. Februar 2000 von der Cape Canaveral Air Force Station an Bord einer Atlas-II-Trägerrakete unter der Bezeichnung Hispasat 1C  ins All befördert. Im März 2016 gab Hispasat bekannt, dass er in Hispasat 84W-1 umbenannt wurde. Er arbeitete über 17 Jahre lang, bis er im Juni 2017 in den Friedhofsorbit verschoben wurde.

## Empfang
Der Satellit konnte in Europa, Nordamerika und Südamerika empfangen werden. Die Übertragung erfolgte im Ku-Band. 